# Dębołęka (Wałcz)
Dębołęka (deutsch Dammlang, früher Damlang) ist ein Dorf in der Landgemeinde (Gmina) Wałcz (Deutsch Krone) im Powiat Wałecki (Deutsch Kroner Kreis) der polnischen Woiwodschaft Westpommern.

## Geographische Lage
Das Dorf liegt im Netzedistrikt des ehemaligen Westpreußen, etwa 18 Kilometer nordwestlich von Wałcz (Deutsch Krone), sieben Kilometer südwestlich von Iłowiec (Rudki) (Haugsdorf, ehemals Polnisch Fuhlbeck) und sechs Kilometer südlich von Wielboki (Deutsch Fuhlbeck).

## Geschichte
Das Dorf Dammlang, neupolnisch Damlany, gehörte einst zu den sogenannten Goltzschen Gütern. Die Familie Goltz hatte noch 1744 Besitz in Damlang. Im Jahr 1783 besaß das Hauptgut Klausdorf sowie die Güter Neugoltz, Polnisch Fuhlbeck (später in Haugsdorf umbenannt), Hansfelde und Dammlang der Kammerherr von Unruh, dessen Familie noch 1795 über diesen Besitz verfügte.
Um 1930 hatte die Gemeinde Dammlang zwei Wohnplätze:
- Dammlang
- Sophienau (Gut)

Im Jahr 1945 gehörte Dammlang zum Landkreis Deutsch Krone im Regierungsbezirk Grenzmark Posen-Westpreußen der preußischen Provinz Pommern des Deutschen Reichs. Dammlang war dem Amtsbezirk Haugsdorf zugeordnet.
Im Februar 1945 wurde Dammlang von der Roten Armee besetzt. Nach Beendigung der Kampfhandlungen wurde die Region seitens der sowjetischen Besatzungsmacht zusammen mit ganz Hinterpommern und der südlichen Hälfte Ostpreußens – militärische Sperrgebiete ausgenommen – der Volksrepublik Polen zur Verwaltung überlassen. Es wanderten nun Polen zu. Dammlang wurde unter der polnischen Ortsbezeichnung „Dębołęka“ verwaltet. Die einheimische Bevölkerung wurde von der polnischen Administration aus Dammlang vertrieben.

### Demographie
| Jahr | Einwohner | Anmerkungen |
| ---- | --------- | --- |
| 1783 | –         | adliges Dorf mit einer evangelischen Kirche, im Netzedistrikt, Kreis Krone, 17 Feuerstellen (Haushaltungen)    |
| 1818 | 92        | adliges Kirchdorf                                                                                              |
| 1910 | 84        | am 1. Dezember, darunter 83 Protestanten und eine katholische Person; eine Person mit polnischer Muttersprache |
| 1925 | 297       | darunter 281 Evangelische und 16 Katholiken                                                                    |
| 1933 | 440       | [ 7 ] |
| 1939 | 364       | [ 7 ] |

## Kirche
Die bis Kriegsende 1945 anwesende Dorfbevölkerung war mit wenigen Ausnahmen evangelisch. Die Protestanten des Dorfs gehörten zum Kirchspiel Latzig.